# Jan Louwers Stadion
Il Jan Louwers Stadion è uno stadio di calcio, che si trova ad Eindhoven.
In precedenza lo stadio aveva una pista di cenere, con tribune in piedi curve, in terra e murate sui lati nord e sud, in modo che le presenze potessero raggiungere fino a 18.000 visitatori negli anni '70.
Il proprietario dello stadio è l'FC Eindhoven. L'FC Eindhoven nel 1934 fu il primo club che poté utilizzare i campi nel sud dell'Olanda dato che il comune di Eindhoven aveva creato nuovi campi. La prima partita fiocata fu tra l'FC Eindhoven e e l'Ajax. Il match si concluse con una vittoria per 8-2 dell'Ajax. .